# Lamport ordering
Lamport ordering são algoritmos de sistemas distribuídos.
Através de observações de como os processos distribuídos deveríam se comportar, verificou-se que não importa que um processo que não tem interação com outro, estejam sincronizados, pois o desempenho de um deles não irá afetar o resultado de outro.
Também não é necessário que todos tenham o clock perfeitamente sincronizados, desde que todos eles concordem com a ordem que os eventos devem acontecer. Este clock é chamado de clock lógico.
Exemplo: um processo é encarregado de realizar a compilação de um determinado arquivo-fonte, outro é responsável por executá-lo, não importa o tempo que o primeiro irá compilar o arquivo, desde que o segundo processo só execute depois que o arquivo já esteja compilado.